# روباه سیاه: ظهور و سقوط آدولف هیتلر
روباه سیاه: ظهور و سقوط آدولف هیتلر (انگلیسی: Black Fox: The Rise and Fall of Adolf Hitler) فیلمی در ژانر مستند به کارگردانی لوئیس کلاید استومن است که در سال ۱۹۶۲ منتشر شد.